# سيغفريد ميهنيرت
سيغفريد ميهنيرت (بالألمانية: Siegfried Mehnert)‏ (مواليد 3 مارس 1963) هو ملاكم ألماني شرقي، مثّل بلاده في الألعاب الأولمبية الصيفية 1988.

## روابط خارجية
سيغفريد ميهنيرت على موقع أوليمبيديا (الإنجليزية)